# ルネ (お笑いコンビ)
ルネは、アミー・パークで活動していたお笑いコンビ。2006年結成、2015年解散。

## メンバー
岩田 サトシ（いわた さとし、本名：岩田 里志（読み同じ）、1983年（昭和58年）9月20日（41歳） - ） ボケ担当
愛知県出身。
身長163cm、体重60kg、血液型AB型。
専門学校東京アナウンス学院卒業。 同期の元三日月シュガーのゆだのりをと「くろねこだん」というコンビで活動していた。その後解散しピン芸人「黒猫団」として活動していた。
特技は似顔絵、ヒーローの変身ポーズ。変身ポーズは145種類出来るという。
好きな男性タレントには藤岡弘、、宮内洋、倉田てつを、半田健人と特撮ヒーロー番組出演の俳優を挙げている。尊敬する人は石ノ森章太郎である。
ヒーロー番組で好きなものは、仮面ライダーシリーズ、スーパー戦隊シリーズ、宇宙刑事シリーズ、快傑ズバット。新撰組好きでもある（特に山南敬助）。コントはラーメンズの作品が好きだという。
大村小町、まいちゃん、リエの3人で行っていたトークライブ『アミーパーク3姉妹 〜舞と小町と時々リエ〜』の構成を務めていた。
2016年より、ピン芸人「ルネ岩田」として株式投資や特撮をメインとしたYouTuberとして活動中。
金野 晃（こんの あきら、1986年（昭和61年）1月6日（39歳） - ）ツッコミ担当
宮城県出身。
身長172cm、体重70kg、血液型O型。
趣味はゲーム、忍者に関すること。
特技はマジック、パズル。
真田十勇士好き。

## 略歴
2006年（平成18年）に結成、同年2月より活動を開始。コンビ名は最初は「ルネッサンス」で、名付け親はドラハッパー（当時）の西條辰彦。しかし「同じような名前のコンビが居るかも知れない」という話になったことや、髭男爵の持ちギャグと被るため、これらを避けて、改めて西條に名づけてもらう形で同年9月に改名した。

## 芸風
コント、漫才共に演じている。漫才の時は、最近では岩田が人造人間キカイダー、快傑ズバットなどの変身前の衣装で、ギターを担ぎながら登場するということが主になっている（ギターはネタ中では使わない）。

## 出演

### テレビ
- エンタの神様（日本テレビ）- 2007年11月3日出演、キャッチコピーは「皮肉なNEWS画報」
- ゲームレコードGP（スカパー! MONDO21）
- 爆笑オンエアバトル（NHK）戦績0勝1敗 最高289KB
- オンバト+（NHK）戦績0勝1敗 最高141KB

### ラジオ
- トンヒルのクソの役にも立たないラジオ!（BBstation）- 2009年5月6日 - 5月27日（ゲスト出演）